# Maruyama-Park

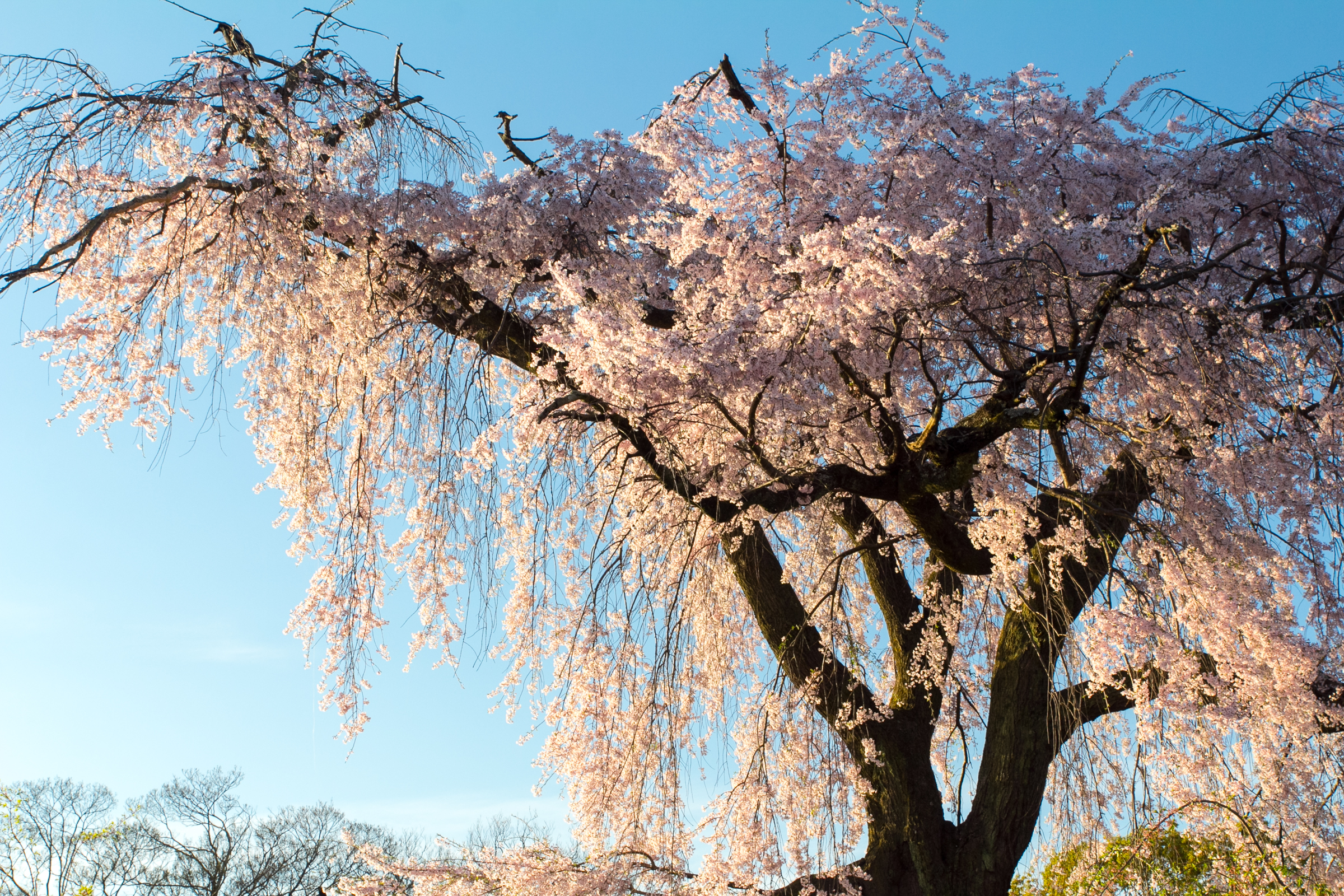
Kirschen im Park

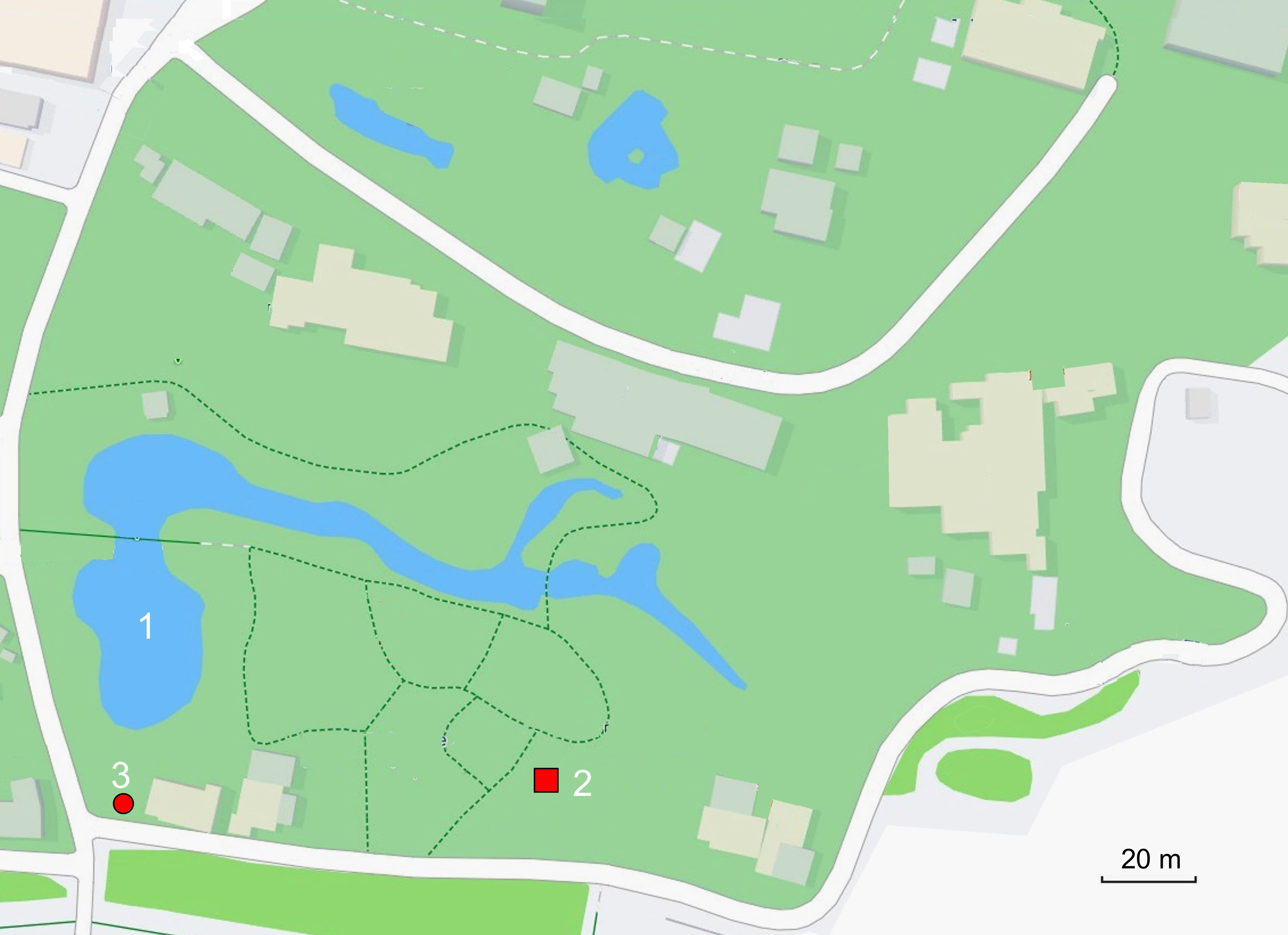
Zentraler Teil des Parks (s. Text)

Der Maruyama-Park (japanisch 円山公園, Maruyama-kōen) ist der älteste öffentliche Park von Kyōto.

## Übersicht
Der Park, gelegen im Bezirk Higashiyama, wurde 1886 eröffnet. Der Name rührt her vom Tempel Enzan‘anyō-ji (円山安養寺), der sich im Osten des Geländes befindet und dessen Untertempel sich direkt auf dem Gelände befanden. Angelegt wurde der Park vom bekannten Gartenfachmann der Zeit, Ogawa Jibee (小川 治兵衛; 1860–1933).
Ein Teil des Parks wird vom „Flaschenkürbis-Teich“ (瓢箪池, Hyōtan-ike; im Plan 1) eingenommen, scherzhaft so genannt nach seiner Form. Dieser Teich wurde 1913 in Form eines japanischen Wandelgartens angelegt. In diesem Bereich befindet sich auch das Denkmal (2 im Plan) für Sakamoto Ryōma und Nakaoka Shintarō, die als Gegner des Tokugawa-Shogunats in Kyōto 1867 überfallen und getötet wurden. Weiter befindet sich im Park eine Markierung (3), die auf den Historiker und Dichter Rai San’yō (1780–1832) hinweist.
Der Park ist der einzige in Kyōto, der für seine Kirschbäume als „Sehenswerter Ort“ (名所, Meisho) ausgezeichnet ist. Berühmt ist unter den Kirschbäumen ein Baum mit dem vollständigen Namen etwa „Einmalige Weiß-Higan Trauerkirschbaum“ (一重白彼岸枝垂れ桜, Hitoe Shiro-Higan Shidare zakura). Nachdem der ursprüngliche Baum, der auf 200 Jahre geschätzt wurde, 1947 abstarb, zog der Gartenmeister in der 15. Generation, Sano Tōemon (佐野 藤右衛門), aus einem Samen einen Spross, den er 1949 dem Park schenkte. Der Baum ist inzwischen (2014) 12 m hoch, sein Stamm hat einen Stamm von 2,8 m.
Im Südwesten des Parks steht die Villa „Chōrakukan“ (長楽館), die der japanische Tabakkönig Murai Kichibee (村井 吉兵衛; 1864–1926) erbauen ließ. Das Anwesen wird heute als Hotel genutzt.
Ende April kann man abends unter beleuchtete Kirschblüten durch den Park wandeln.

## Bildauswahl

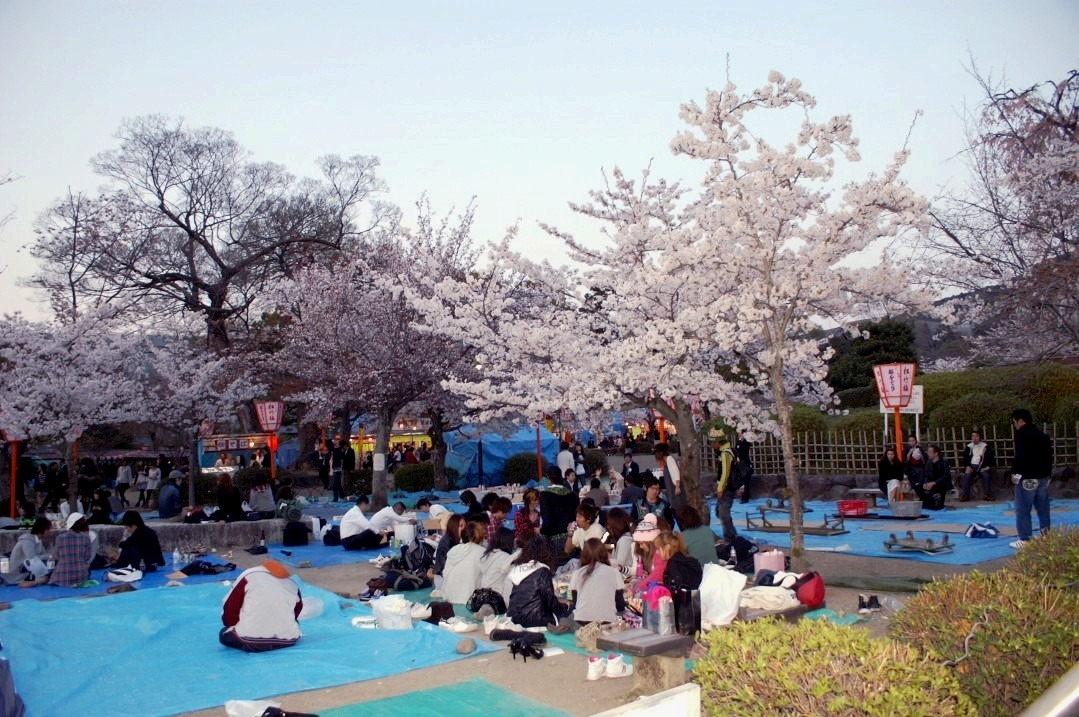
Picknick
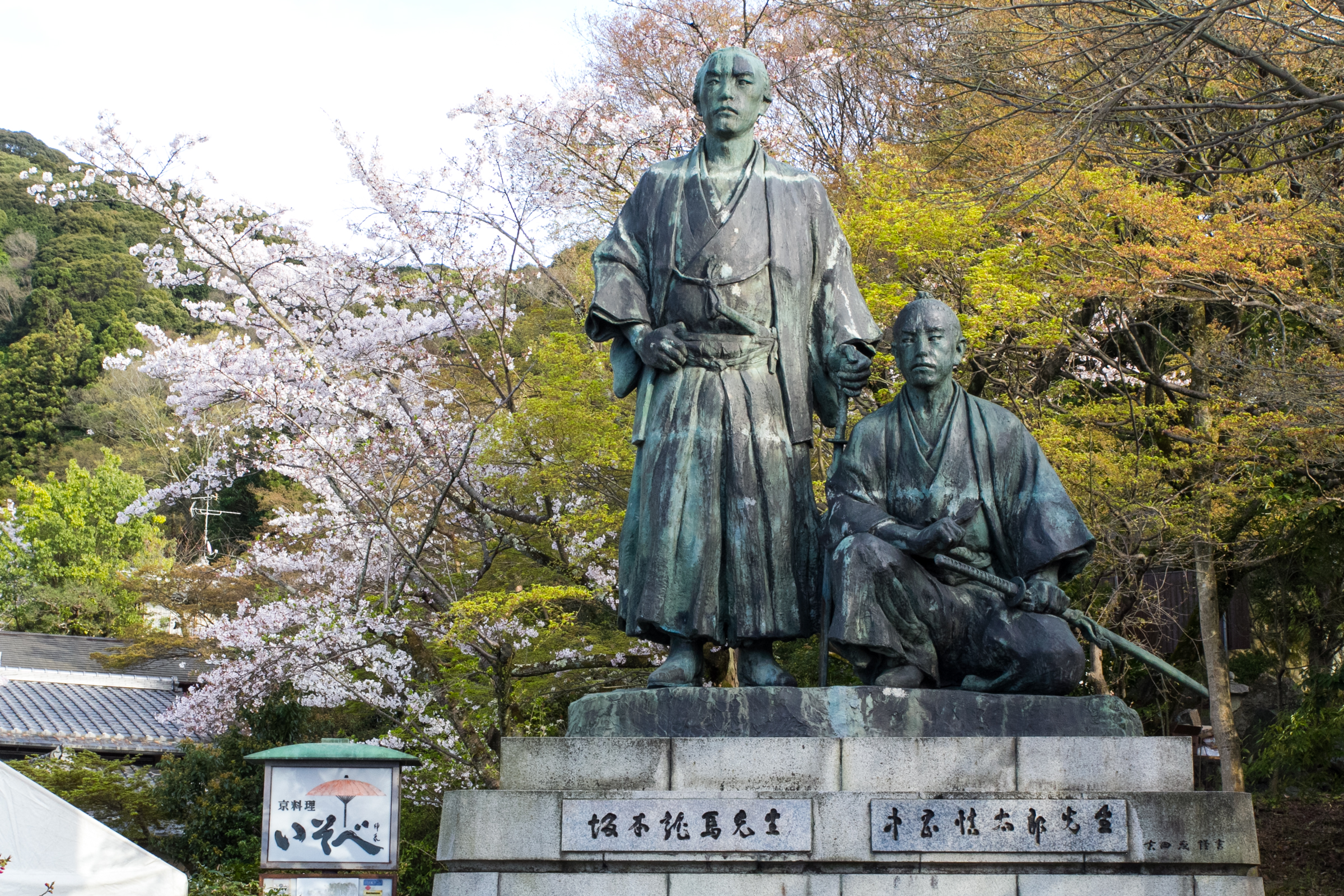
Heldendenkmal[A 2]
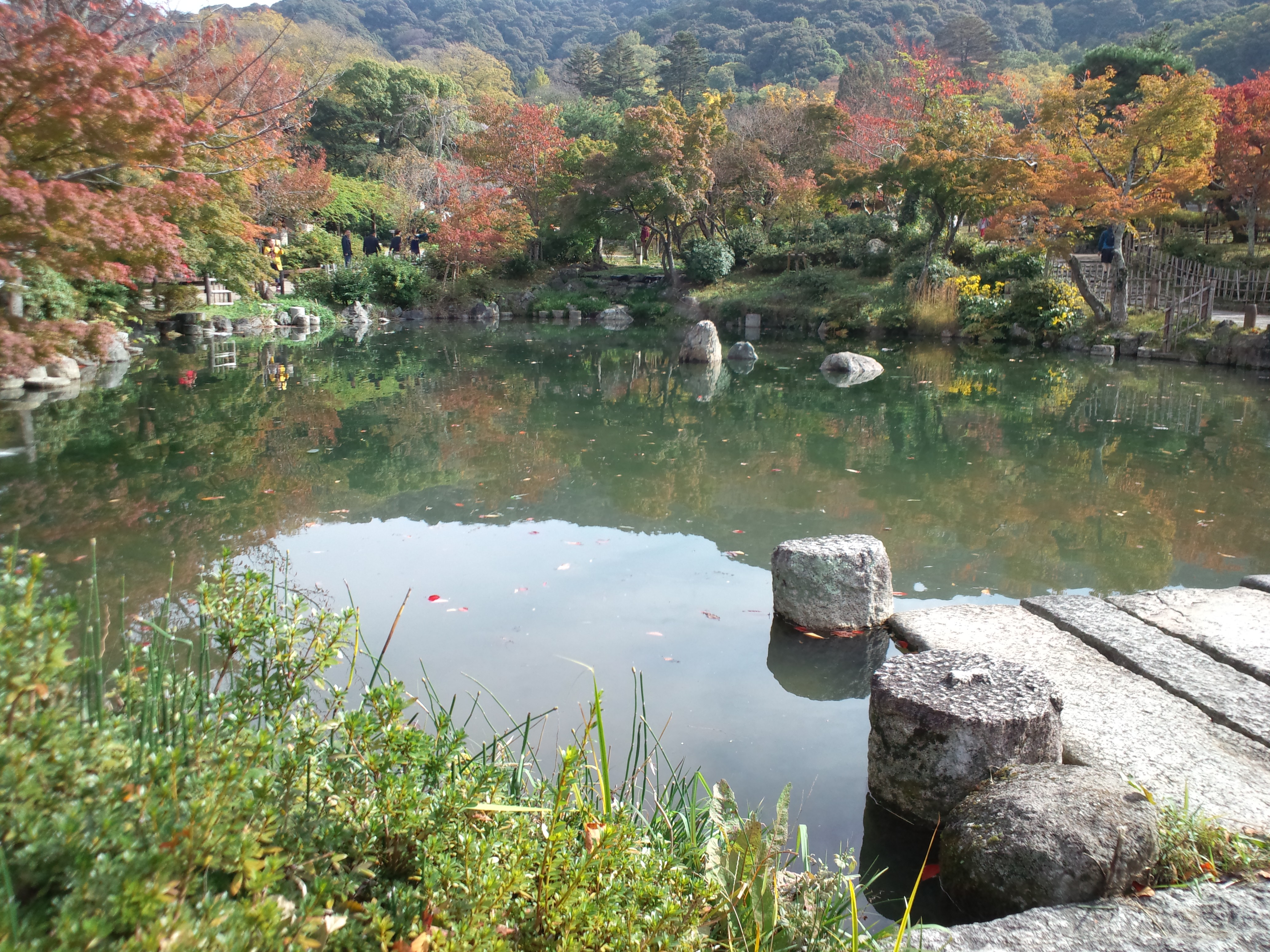
Teich im Park
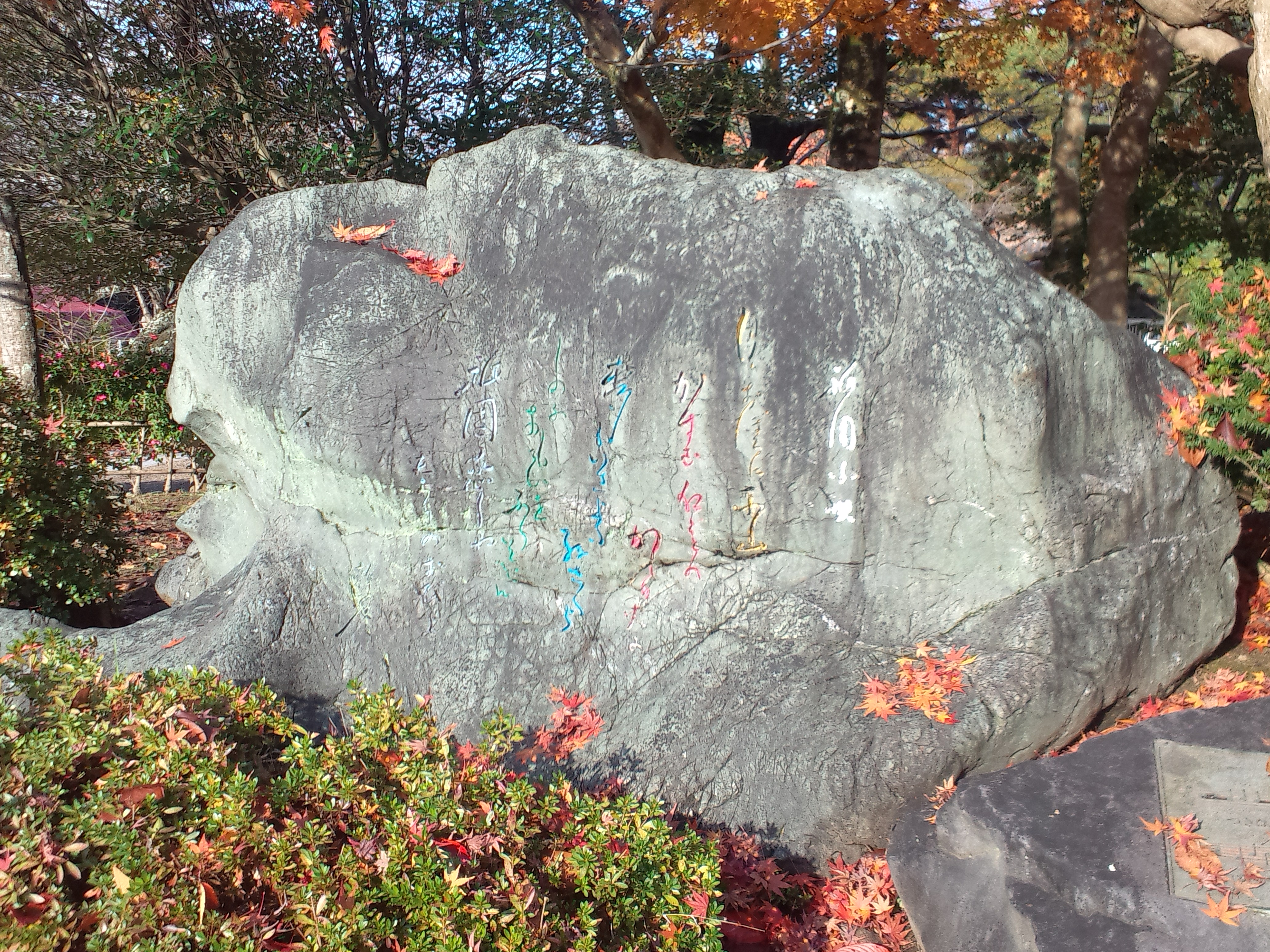
Stein mit einem Gion-Lied

## Kenndaten
Träger: Kyōto
- Eröffnung: 1886
- Prädikat „Besonders sehenswert“: 21. Oktober 1931
- Fläche: 86.640 m²
- Veranstaltungen: Beleuchtete Kirschblüten bei Nacht